# De Schietere

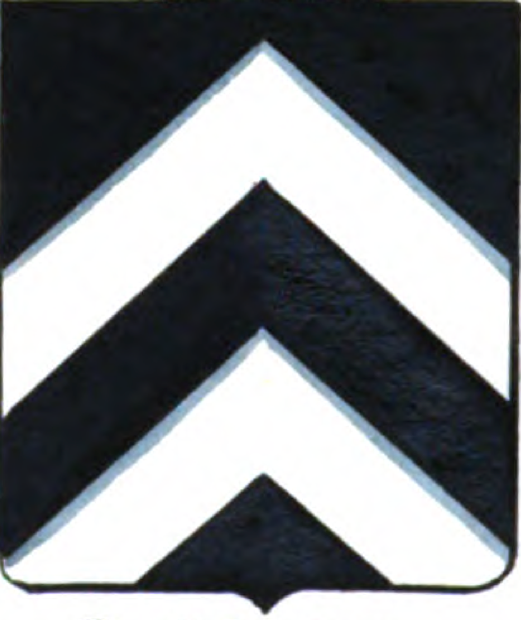
Wapen van de familie de Schietere

De Schietere  is een notabele en adellijke Zuid-Nederlandse familie waarvan de gedocumenteerde gegevens te vinden zijn vanaf de dertiende eeuw. De uitgebreide genealogie is exemplarisch voor de al dan niet opwaartse beklimming van de sociale ladder in een bepaalde familie.

## Oorsprong
Twee lijnen worden onderscheiden, vanaf het einde van de dertiende eeuw, waarvan de gemeenschappelijke voorouder niet is gevonden. Het gaat om Pieter de Schietere, poorter van Oudenaarde, en Goesin de Schietere, burger van Pamele. Beide waren afkomstig uit Wortegem, maar de verwantschap, die er waarschijnlijk wel was, is niet teruggevonden. Ze worden hierna genealogisch gesitueerd.
In de vijftiende eeuw werden Antoine en Willem de Schietere aangetroffen als lid van de magistraat in Oudenaarde. Willems oudste zoon Antoine de Schietere vestigde zich in Brugge, terwijl Josse nageslacht had in de kasselrijen Oudenaarde en Kortrijk. Sommige familietakken waar niets bijzonders over te noteren viel, zijn in de genealogie hierna niet vermeld.

## Opeenvolgende generaties

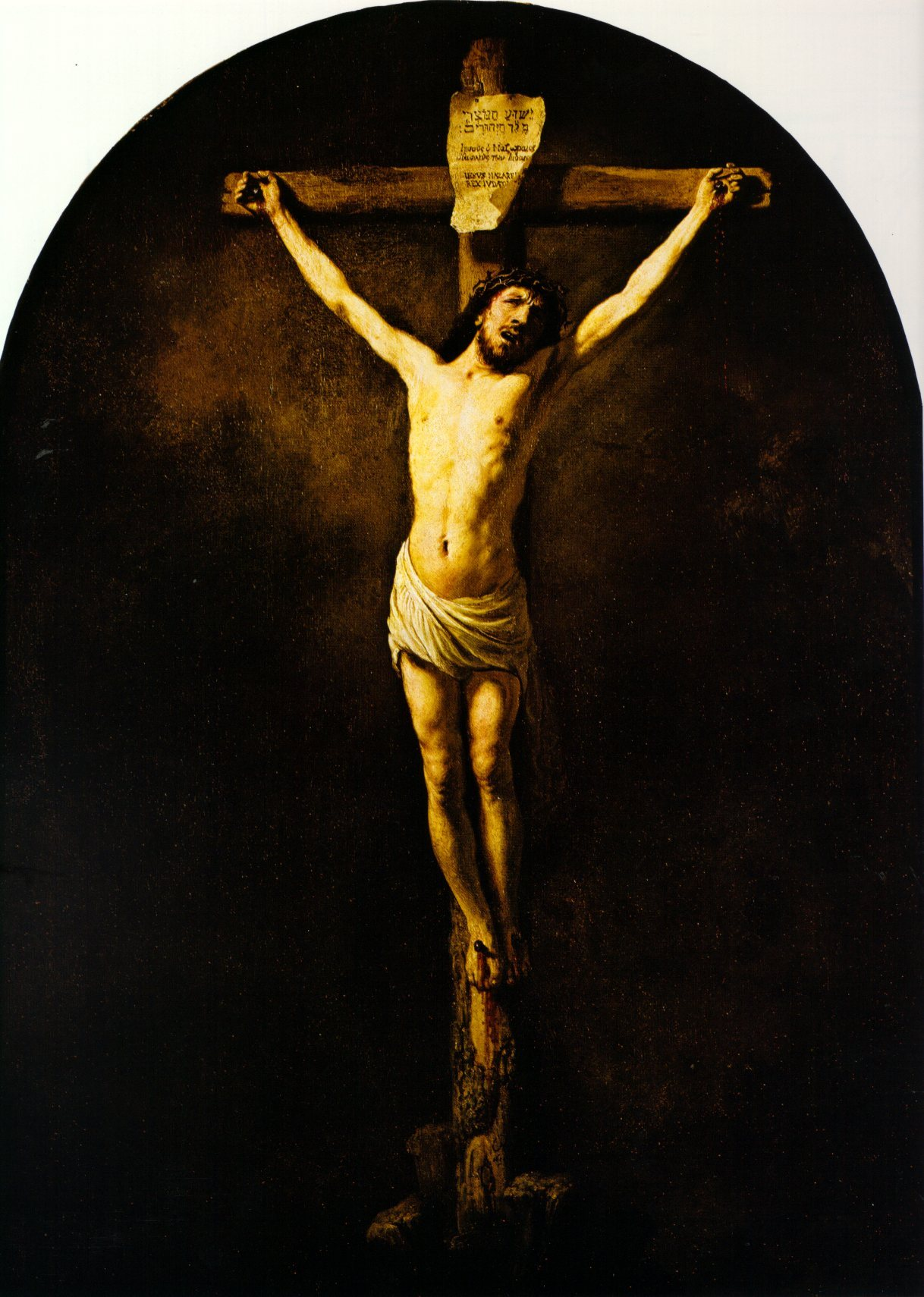
Een werk van Rembrandt dat in het bezit was van het echtpaar de Schietere - de Fraula

- Pieter werd in 1291 poorter van Oudenaarde. Hij was afkomstig uit Wortegem. Hij was toen (kleine) leenhouder van de Sint-Pietersabdij in Gent.
  - Jan de Schietere werd, met zijn vader, poorter van Oudenaarde.
    - Nicaise de  Schietere leefde rond 1400 in Oudenaarde, waar hij poorter van was. 
      - Nicaise de Schietere (ca. 1390-1462) werd een aanzienlijke inwoner van Oudenaarde. Hij was er dertienmaal schepen  en zesmaal ontvanger of thesaurier. In 1427 was hij 'oppervoogd' van de stad. Beroepshalve was hij koopman en  pachter van allerhande activiteiten, onder meer van accijnzen. Hij was betrokken bij de troebelen die de eerste helft van de vijftiende eeuw teisterden en werd in 1441 zwaar gekwetst. Hij nam deel aan militaire expedities en ook aan onderhandelingen, in 1450 zelfs met hertog Filips de Goede. Hij was getrouwd met Margaretha Spottiere (overleden in 1483). Het echtpaar had tien kinderen.
        - Nicaise de Schietere (ca. 1430 - ca. 1494) trouwde met de brouwersdochter Adrienne Cabilliau. Hij was vele malen schepen en thesaurier van Oudenaarde. Hij was ook ontvanger van de domeinen voor Petegem.
          - Willem de Schietere (ca. 1460 - ca. 1518) was getrouwd met Johanna de l'Estrée.
            - Antoine de Schietere (ca. 1490-1552), enige zoon van Willem, werd de eerste van de familie om universitaire studies te ondernemen in Leuven en om een ambtelijke functie op te nemen als pensionaris van Oudenaarde. Toen de belastingen steeds zwaarder werden kwam er opstand  vanwege de ambachten en de Schietere, beschouwd als een van de verantwoordelijken hiervoor, werd in 1539 in hechtenis genomen. Hij trouwde in 1535 met Anna van der Mote.
              - Antoine de Schietere (ca. 1520 - Sandwich, voor 1583) werd eerst door de stadsmagistraat beschouwd als iemand waar ze op konden betrouwen om de orde te handhaven. Maar er bleek al in 1566 dat hij tot het 'nieuwe geloof' was toegetreden. Na de troebelen die in 1566-1567 in Oudenaarde plaatsvonden, werd hij samen met zijn vrouw Marie van Heurne verbannen. Al zijn goederen werden openbaar verkocht. Het echtpaar vestigde zich in Sandwich en overleed er.
                - Daniel de Schietere was nog aanwezig toen in 1583 hetgeen overbleef van de successie van zijn ouders, werd geliquideerd. Daarop vertrok hij uit het land en liet nooit meer nog iets van zich horen.

  - Goesin de Schietere (overleden voor 1339) kwam voor in de registers van de abdij Sint-Pieter in Gent. In 1288 en de volgende jaren werd vermeld dat hij een bijdrage verschuldigd was voor grond in Wortegem. 
    - Gilles de Schietere (overleden in 1405) woonde in Wortegem, werd in 1352 poorter van Pamele. Hij had drie zoons met zijn echtgenote, die niet nader werd vernoemd.
      - Goesin de Schietere (overleden ca. 1458) was poorter van Pamele. Hij had met zijn niet nader genoemde echtgenote zeven kinderen. Zijn eigendommen bestonden (zoals bij de generaties voor hem) uit landbouwgrond en een hoeve, zodat mag worden aangenomen dat hij landbouwer was.
        - Jan de Schietere (overleden in 1528) was poorter van Pamele en had onder meer een hoeve in eigendom in Waregem. Hij had zes kinderen van zijn vrouw die niet nader genoemd werd.
          - Joris de Schietere (overleden Anzegem, 1564). Van zijn vader erfde hij landbouwgrond in Anzegem en ging daar waarschijnlijk boeren.
            - Gilles de Schietere (overleden Anzegem, 1571) had eigendommen in Anzegem en Waregem. Hij kreeg drie kinderen van zijn niet nader genoemde vrouw.
              - Simon de Schietere, leefde nog in 1569 maar verdween toen, wellicht ook als gevolg van de godsdiensttwisten.

    - Jacques de Schietere, poorter van Pamele, leefde in de tweede helft van de veertiende eeuw. Hij trouwde tweemaal, maar de namen van zijn echtgenoten zijn niet bekend. Hij kocht tijdens zijn eerste huwelijk een hoeve in Waregem, waar zijn vrouw er ook al een bezat. Hij had een enige zoon uit het eerste en drie kinderen uit het tweede huwelijk.
      - Laurent de Schietere (overleden voor 1460) maakte duidelijk een sprong voorwaarts op de maatschappelijke ladder. Hij was nog poorter van Pamele, maar werd daarbij heer van Avegeers, Voorde en Coppenholle. Bij zijn dood bezat hij drie hoeven in Waregem en een in Desselgem, met in totaal circa 55 ha land, die verdeeld werden onder zijn zes kinderen.
        - Antoine de Schietere (overleden in 1485), heer van Coppenholle, eerst poorter van Pamele, werd poorter van Oudenaarde en trouwde er met Claire van Willebeke. Hij werd bij herhaling schepen van de stad en leidde er een handelszaak, onder meer in wijnen. Zijn belangrijke nalatenschap ging naar zijn neven en naar goede werken.
        - Willem de Schietere (1425 - Waregem, 1505), heer van Avegeers en Voorde, was poorter van Pamele. In 1484 was hij om een onbekende reden de gevangene van Frederc van Hornes en werd bevrijd tegen een losgeld dat door zijn broer Antoine werd betaald. Hij was getrouwd met Marie Hinckeertt en ze hadden drie kinderen.
          - Antoine de Schietere (1462-1514), heer van Avegeers en Voorde, trouwde met Jacqueline Vilain (overleden in 1556). Hij was nog altijd poorter van Pamele, hoewel hij in Oudenhove-Sinte-Maria woonde. Zijn opvolging toonde aan dat hij goed bemiddeld was. 
            - Daniel de Schietere (1504-1560), heer van Avegeers en Voorde, poorter van Pamele, vestigde zich rond 1528 in Brugge en werd poorter van deze stad. Hij werd lid van de corporatie van de merseniers en werd er deken van. Hij werd ook deken van de gilde van zijdereders. Hij werd invoerder van allerhande goederen en verzamelde een behoorlijk fortuin. In 1555 werd hij schepen van de stad. Hij werd lid (1554) en sire (1560) van de Sint-Jorisgilde. Hij was getrouwd met Marie de la Cuvellerie en ze hadden twee kinderen. Hij was het die in 1551 de heerlijkheid Ter Loo in Loppem aankocht en die generatieslang aan de familie zou behoren. Hij kocht verder ook nog de heerlijkheden Zeggebroek (Zedelgem) en Coudenburg (Zedelgem). In Brugge bewoonde hij op de Mallebergplaats het hotel 'Onze-Lieve-Vrouwe van Montserrat', dat hij kocht van Juan Perez de Malvenda. De successie toonde aan dat hij heel rijk was geworden.
              - Jan de Schietere (1535-1575) trouwde met Catherine de Damhouder (overleden in 1583), dochter van Joos de Damhouder. Juan Perez de Malvenda en de calvinistische burgemeester de Chantraines dit Brouxsault waren haar ooms. Jan was heer van Avegeers en Voorde en werd raadslid, schepen en thesaurier van Brugge. Het echtpaar had zeven kinderen.
                - Josse de Schietere (ca. 1565 - 1624) was heer van Maelstaple (Ruiselede), Eekhoute (Ruiselede), Drie Manschepen (Poeke), Hauweelsche (Wingene, Tielt enz), Avegeers en Voorde. Na, zoals zijn broers, veel te hebben gereisd, kwam hij naar Brugge terug en werd in 1591 schepen van de stad. Hij verliet weldra Brugge om zich in dienst te stellen van de graaf de Solre. Vervolgens behoorde hij tot de hofhouding van Philippe de Croÿ. Hij werd ingezet voor diplomatieke missies maar nam ook deel aan gevechten: de Slag bij Geertruidenberg tegen Maurits van Nassau (1593) en het beleg van de steden Calais en Hulst in 1596. In 1599 trouwde hij met Petronilla Damman (overleden in 1642) en ze vestigden zich op het kasteel Nieuwgoed in Petegem en kregen er elf kinderen. Bij zijn overlijden bleek dat hij zeer gegoed was. Naast de vele heerlijkheden bezat hij 385 ha grond, waaronder het uitgestrekte domein Nieuwgoed, en hofsteden, met daarbij nog een aantal hypothecaire renten. Daarnaast ook juwelen, schilderijen, meubels en boeken.
                  - Charles de Schietere (1608-1675) was heer van Lophem, Maelstaple, Hauweelsche, Eeekhoute, Drie Manschepen, Waarde, Avegeers en Voorde. In 1641 werd hij door koning Filips IV van Spanje tot ridder geslagen. Oorspronkelijk was hij voor de geestelijke stand bestemd en werd in 1623 zelfs kanunnik van de collegiale Sint-Pieterskerk in Middelburg. Hij verzaakte hieraan in 1626 en trad in Spaanse militaire dienst. In 1662 werd hij hoogpointer voor de kasselrij Kortrijk. Hij werd ook erfelijk amman van Petegem. Hij trouwde met Marie-Madeleine Laurin (1621-1646). Hij hertrouwde in 1648 met zijn nicht Marguerite le Cocq. Hij had een dochter uit het eerste en vier kinderen uit het tweede bed. In 1657 kocht hij de belangrijke heerlijkheid van het Houtsche en hetzelfde jaar nog kocht hij ook de heerlijkheid Loppem.
                    - Baudouin-Bernard de Schietere (Gent, 21 mei 1655 - Brugge, 17 januari 1690) wisselde het poorterschap van Brugge voor het vrijlaatschap van het Brugse Vrije, waar hij van 1685 tot 1689 schepen voor het Oostkwartier werd. Hij trouwde in 1677 met Marie-Anne de Gayaffa en ze bewoonden eerst in Gent een hotel in de Peperstraat, eigendom van de echtgenote, en vervolgens in de Steenstraat in Brugge de refuge van de Gentse Sint-Pietersabdij. Ze kregen zeven kinderen. 
                      - Philippe-Charles de Schietere (Brugge, 13 oktober 1686 - 4 oktober 1755) trouwde met Marie-Alexandrine de Fraula en ze kregen acht kinderen. Hij werd raadslid en schepen van de stad Brugge en baljuw van de Grote Tol. In 1719 werd hij benoemd tot schout van de stad en bleef dit tot aan zijn dood. Hij was een van de stichters van de kunstacademie in Brugge.
                        - Karel de Schietere de Caprijke.
                          - Englebert de Schietere de Caprijke.
                            - Charles de Schietere Caprijke (Brugge, 21 december 1797 - Gent, 9 november 1854) werd burgemeester van Vinderhoute (1822-1827) en kocht het kasteel in deze gemeente. Hij bleef vrijgezel en dit betekende het einde van de familietak Kaprijke.

                        - Thomas-Augustin de Schietere de Lophem (Brugge, 1734 - 24 januari 1786).
                          - Thomas-Louis de Schietere de Lophem (Brugge, 27 juli 1769 - 20 januari 1824).
                            - Charles-Thomas de Schietere de Lophem (Brugge, 17 september 1795 - 13 oktober 1876).
                              - Ridder Charles-Jacques de Schietere de Lophem (Brugge, 3 februari 1827 - 15 mei 1894) trouwde met Mathilde Roels (overleden in 1899), dochter van een rijk geworden handelaar en kleindochter van de Nieuwpoortse reder François-Xavier Bertram. Ze bewoonden het kasteel Veltem in Sint-Kruis. In Brugge bewoonden ze eerst een hotel in het Genthof en vervolgens een hotel in de Hoogstraat, op de hoek van de Peerdenstraat. Hij werd hoofdman van de Sint-Sebastiaansgilde in Sint-Kruis.
                                - Ridder Hector de Schietere de Lophem (Brugge, 10 februari 1850 - Sint-Kruis, 10 september 1920) werd doctor in de rechten aan de Katholieke Universiteit Leuven, advocaat in Brugge en rechter in Oudenaarde en in Brugge. Hij trouwde in 1880 met Augusta de Bie de Westvoorde (1857-1947) een van de dochters van burgemeester Jules de Bie de Westvoorde. Ze kregen zeven kinderen.
                                  - Ridder Georges de Schietere de Lophem (1881-1951).
                                    - Jean de Schietere de Lophem (1906-1961), x Cecile Robyns de Schneidauer (1904-1962), met afstammelingen tot heden.
                                      - François de Schietere de Lophem (°1934), x Bernadette van Innis (°1937).

                                    - André de Schietere de Lophem (1908-1998) x Suzanne de Hemptinne (1914-1993).
                                      - Emmanuel de Schietere de Lophem (1946) x Marie Desclée de Maredsous (1956).

                                    - Albert de Schietere de Lophem (1910-1992), historicus.

                                  - Adrien de Schietere de Lophem (1882-1943), x Marie-Jeanne de Meester de Ravestein (1886-1968).
                                    - José de Schietere de Lophem (1913-1996), burgemeester van Oedelem, x Clotilde Gillès de Pelichy.
                                    - Baudouin de Schietere de Lophem (1918-1986), directeur van de administratie bij de provinciale diensten van West-Vlaanderen, x Isabelle Powis de Tenbossche.

                                  - Daniel de Schietere de Lophem (1883-1943), x Marthe van Outryve d'Ydewalle (1883-1915), met afstammelingen tot heden.
                                  - Paul de Schietere de Lophem (1893-1982), x Edith Lefebvre Wouters deJauche, met afstammelingen tot heden.

                                - Ferdinand de Schietere de Lophem (1861-1941), generaal-majoor, x Jeanne Finet (1872-1936).
                                  - René de Schietere de Lophem (1895-1958), x Germaine Noblet (1901-1970) met afstammelingen tot heden.

                            - Laurent de Schietere de Lophem (1804-1880), x Virginie Pecsteen (1805-1880).
                              - Louis de Schietere de Lophem (1833-1906), x Mathilde Poullet.
                                - Fernand de Schietere de Lophem (1872-1908), x Berthe Lefevbre (1877-1936).

                  - Nicolas de Schietere de Damhouder (Ingelmunster, 28 oktober 1618 - 11 mei 1661) trouwde in 1645 met Anne-Françoise de Damhouder (1625-1667), dochter van ridder Jan de Damhouder en Françoise de Facuwez. In 1665 kocht zijn weduwe de heerlijkheid Tillegem in Sint-Michiels. Ze kregen zes kinderen.
                    - Jacques de Schietere de Damhouder (Brugge, 15 augustus 1651 - 18 augustus 1707) trouwde met Anne de Vooght (1657-1734). Ze hadden acht kinderen.
                      - Pierre-Erasme de Schietere de Damhouder (Brugge, 14 januari 1687 - 7 januari 1720) was de enige zoon die zijn ouders overleefde. Hij bleef vrijgezel, en sloot de familietak de Schietere dit de Damhouder af.

          - Josse de Schietere (overleden Waregem, 26 maart 1535) trouwde met Marguerite Simpelaere (overleden in 1530) en ze kregen zeven kinderen. Hij was heer van Coppenholle, werd buitenpoorter van Kortrijk, woonde in Waregem en bezat heel wat landbouwgronden en hofdteden in Waregem, Ingooigem, Wortegem, Anzegem, Gijselbrechtegem en Desselgem.
            - Antoine de Schietere (overleden 21 september 1556), heer van Coppenholle, trouwde met Jossine Cnockaert (overleden ca. 1550) en hertrouwde met Wilhelmine 's Bosschers. Uit zijn eerste huwelijk had hij acht kinderen.
              - Philippe de Schietere (overleden 1581), heer van Coppenholle, werd hoogpointer van de kasselrij Oudenaarde. Hij trouwde in 1550 met Jossine van de Woestyne. Ze kregen zes kinderen. Het echtpaar bewoonde het 'Goed ter Woestinnen', met onder meer een brouwerij, op de dorpsplaats van Kruishoutem.
                - Antoine de Schietere (ca. 1558 - ), heer van Coppenholle en Basseye werd hoogpointer van de kasselrij Oudenaarde, baljuw van de heerlijkheid Hemsrode en van de parochie Anzegem. Als gedeputeerde van de kasselrij Oudenaarde zetelde hij in 1600 in de Staten-Generaal van de Zuidelijke Nederlanden. Hij trouwde met Arnouldine van de Wiele en ze hadden vijf kinderen.
                  - Philippe de Schietere  werd in 1617 luitenant-baljuw van de heerlijkheid Sint-Pieter in Anzegem. Hij volgde zijn vader op als baljuw in Hemsrode en de parochie Anzegem. Hij was schepen van de heerlijkheid Bulcke en baljuw van de heerlijkheid Ter Beke Saverys in Anzegem. Hij trouwde met Jeanne van Rechem en ze hadden zeven kinderen. Met verdere afstamming tot in de achttiende eeuw.